# Rupert Blöch
Rupert Blöch (* 15. Juni 1929 in Wien; † 28. Mai 2006 in Leoben) war ein österreichischer Sprinter.
1951 gewann er bei der Internationalen Sommer-Universitätssportwoche Bronze über 400 m. Bei den Olympischen Spielen 1952 in Helsinki schied er über 400 m im Vorlauf aus.
Viermal wurde er Österreichischer Meister über 400 m (1949–1952) und einmal über 100 m (1952).

## Persönliche Bestzeiten
- 100 m: 10,8 s, 1952
- 200 m: 22,1 s, 1951
- 400 m: 48,0 s, 6. August 1952, Wien